# Gottfrid Palm
Carl Gottfrid Palm, född 2 februari 1881 i Kolbäcks socken, död 10 september 1950 i Österåkers församling, Stockholms stift, var en svensk teaterledare.
Gottfrid Palm var son till den indelte soldaten Carl Eric Krantz. Efter sporadisk skolgång växlad med arbete som bonddräng och bagarlärling kom han i skomakarlära men lämnade arbetet för anställning vid en bultfabrik. År 1897 anställdes Palm som kolputsare vid Stockholm–Västerås–Bergslagens Järnvägar och arbetade sedan som hejarsmed innan han 1900–1914 kom att bli metallarbetare i Eskilstuna. Där kom han att engagera sig i arbetarrörelsen, var medlem i socialdemokratiska ungdomsklubbens sångkör, kooperativa bageriföreningens styrelse och blev även 1909 ledamot av styrelsen för Eskilstuna folkpark. År 1912 han ledamot för Folkets parkers centralorganisation (FPC) och 1915 chef för denna, organisationens ende avlönade funktionär. Under Palms ledning förändrades folkparkerna från i första hand mötesplatser för arbetarrörelsen med ibland mycket enkel underhållning till riktiga nöjesparker. Då han började fanns 46 anslutna parker, då han avgick 1946 var de 246. Folkparksteatern hade börjat sin verksamhet i liten skala 1905 men kom snart att växa. Palm kom att anställa flera framstående turnéledare som Karin Swanström, Johan Eklöf, Carl Deurell, Axel Bergman och Elis Engström och folkparksteatern kom att växa till Sveriges största teaterföretag. Han var även 1915–1939 redaktör för FPC:s tidskrift Folkparken. Åren 1916–1922 var Palm ledamot av Eskilstuna stadsfullmäktige. År 1930 flyttade FPC från Eskilstuna till Stockholm och Palm följde med vid flytten. Han blev ledamot av Teaterrådet 1947.
Gottfrid Palm blev 1946 mottagare av Illis quorum. Han är begravd på Klosterkyrkogården i Eskilstuna.